# Martin Kargl
Martin Kargl   (30 de desembre de 1912 - 20 de maig de 1946) fou un futbolista austríac que va competir durant la dècada de 1930. Jugava de defensa.
El 1936 va prendre part en els Jocs Olímpics d'Estiu de Berlín, on guanyà la medalla de plata en la competició de futbol. A nivell de clubs jugà al SC Kores Wien.